# Patinação artística nos Jogos Asiáticos de Inverno de 2003 - Dança no gelo
A competição de dança no gelo da patinação artística na Jogos Asiáticos de Inverno de 2003 foi realizada no Aomori Prefectural Skating Rink, em Aomori, Japão. A dança compulsória foi disputada no dia 2 de fevereiro, a dança original no dia 3 de fevereiro e a dança livre no dia 4 de fevereiro.

## Medalhistas
| Ouro   | CHN Zhang Weina / Cao Xianming     |
| Prata  | JPN Nozomi Watanabe / Akiyuki Kido |
| Bronze | JPN Rie Arikawa / Kenji Miyamoto   |

## Resultados
| Pos.              | Nome                           | Nacionalidade   | Pontos | DC | DO | DL |
| ----------------- | ------------------------------ | --------------- | ------ | -- | -- | -- |
| Medalha de ouro   | Zhang Weina / Cao Xianming     | China           | 2.0    | 1  | 1  | 1  |
| Medalha de prata  | Nozomi Watanabe / Akiyuki Kido | Japão           | 3.6    | 1  | 2  | 2  |
| Medalha de bronze | Rie Arikawa / Kenji Miyamoto   | Japão           | 6.0    | 3  | 3  | 3  |
| 4                 | Yang Fang / Gao Chongbo        | China           | 8.4    | 5  | 4  | 4  |
| 5                 | Ryu Sun-ae / Kim Yong-ho       | Coreia do Norte | 9.6    | 4  | 5  | 5  |
| 6                 | Kim Hye-min / Kim Min-woo      | Coreia do Sul   | 12.0   | 6  | 6  | 6  |

Legenda
| Recorde mundial      | Recorde mundial (World record)               |                       | Recorde africano                      | Recorde africano (African) |                                           | Q | Classificado por posição (Qualified) |
| Recorde olímpico     | Recorde olímpico (Olympic record)            | Recorde da América    | Recorde da América (Americas)         | q                          | Classificado por melhor tempo (Qualified) |   |                                      |
| Melhor marca do ano  | Melhor marca do ano (World leading)          | Recorde asiático      | Recorde asiático (Asian)              | DNS                        | Não largou (Did not start)                |   |                                      |
| Recorde nacional     | Recorde nacional (National record)           | Recorde europeu       | Recorde europeu (European)            | DNF                        | Não terminou (Did not finish)             |   |                                      |
| Recorde pessoal      | Recorde pessoal do atleta (Personal best)    | Recorde da Oceania    | Recorde da Oceania (Oceania)          | DSQ / DQ                   | Desclassificado (Disqualified)            |   |                                      |
| Recorde da temporada | Recorde da temporada do atleta (Season best) | Recorde sul-americano | Recorde sul-americano (South America) | NM                         | Sem marca (No mark)                       |   |                                      |